# Chiesa di San Biagio (Reggio Emilia, Roncocesi)
La chiesa di San Biagio è la parrocchiale di Roncocesi, frazione di Reggio Emilia, in provincia di Reggio Emilia e diocesi di Reggio Emilia-Guastalla; fa parte del vicariato urbano di Reggio Emilia.

## Storia
La prima menzione d'una cappella a Roncocesi risale al 1184, mentre il fatto che fosse dedicata a San Biagio fu attestato a partire dal 1302.
Già dipendente dal monastero di San Tommaso di Reggio, nel XV secolo la chiesa passò sotto l'influenza della pieve di San Michele Arcangelo di Pieve Modolena.
La prima pietra della nuova chiesa venne posta nel 1575; l'edificio poté considerarsi terminato solo verso il 1630.
La struttura fu poi restaurata tra il 1677 e il 1679, come testimoniato da una lapide collocata sulla facciata.
Nel 1890 la chiesa fu oggetto di un ulteriore restauro; altre ristrutturazioni vennero condotte negli anni 1960, nel 1988, nel 1992, nel 1995 e nel 2006.
Il terremoto dell'Emilia del 2012 arrecò alcuni danni all'edificio, che dovette essere, pertanto, consolidato.

## Descrizione

### Facciata
La facciata della chiesa, che è a salienti, è divisa in due registri; quello inferiore è scandito da lesene d'ordine dorico e presenta il portale d'ingresso, sopra il quale v'è una lunetta ospitante una statua avente come soggetto San Biagio di Sebaste Vescovo e Martire, mentre quello superiore è tripartito da quattro lesene ioniche e qui si apre una trifora.

### Interno
L'interno della chiesa è ad un'unica navata, sulla quale s'affacciano otto cappelle laterali; le pareti sono scandite da delle lesene dotate di capitelli corinzi sorreggenti un cornicione caratterizzato da una dentellatura, sul quale si imposta la volta a botte.